# Zupfmusik
Zupfmusik bezeichnet im deutschsprachigen Raum Instrumentalmusik, die auf Zupfinstrumenten gespielt wird. Das Spektrum reicht von Adaptionen aus der Barockmusik für Mandoline, Gitarre und Kontrabass für Zupforchester bis zu Ensembles mit Konzertzithern, die Stücke aus der alpenländischen Volksmusik und sonstiger regionaler Volksmusik in Deutschland vortragen. Der Begriff Zupfmusik lässt sich ähnlich wie Streichmusik und Blasmusik nicht stilistisch eindeutig abgrenzen; das Wort ist häufig Namensbestandteil von Orchestern der volkstümlichen Unterhaltungsmusik oder der klassischen Musik, die im Bund Deutscher Zupfmusiker (BDZ) organisiert sind. Außereuropäische und stilistisch abweichende Musik, die von anderen, mit den Fingern oder einem Plektrum angerissenen Saiteninstrumenten produziert wird, fällt üblicherweise nicht unter den Begriff.

## Stilrichtungen

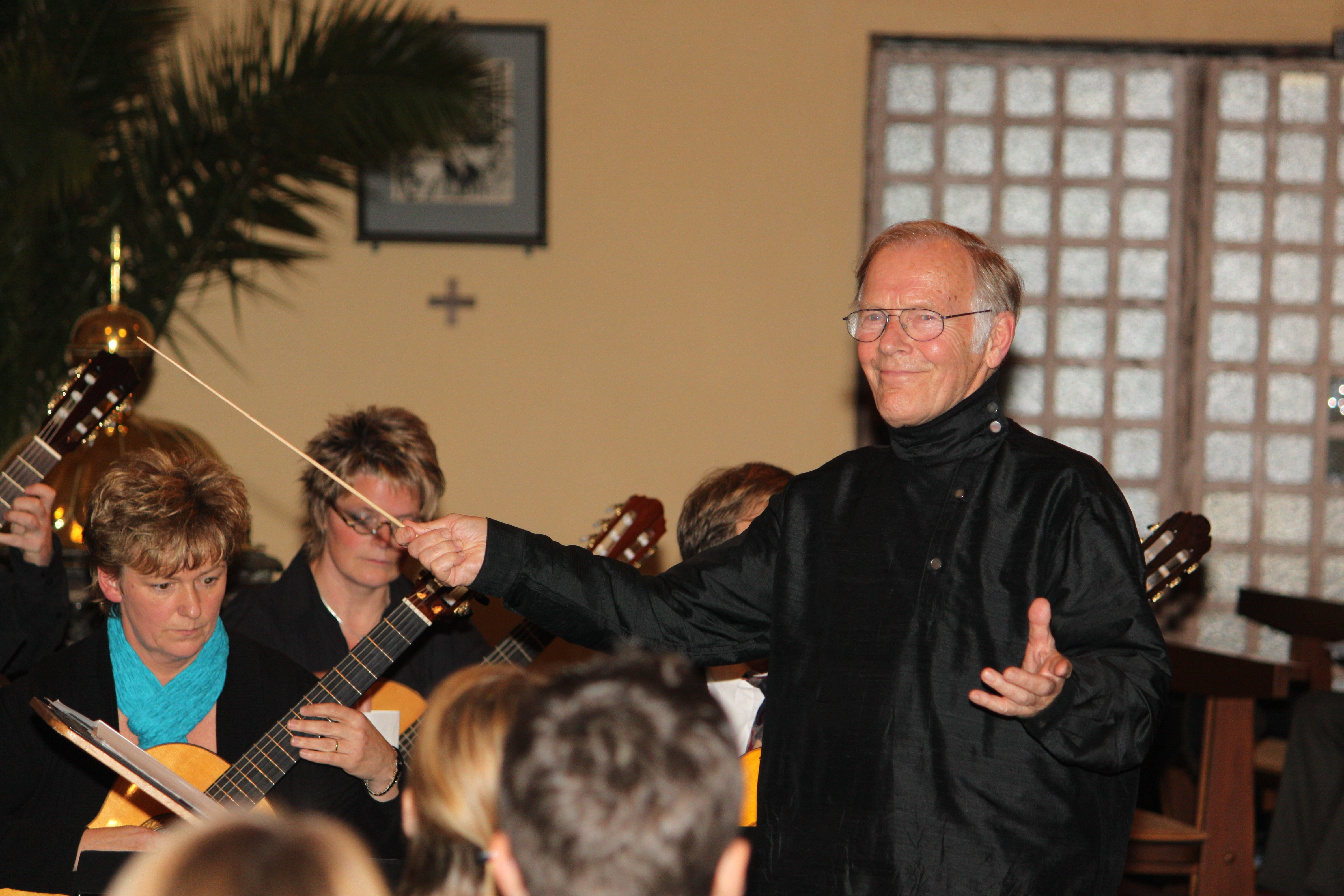
Zupforchester

Chor mit Lauten von 1655

Ein gemischtes Zupforchester setzt sich aus mehreren ersten und zweiten Mandolinen, mehreren Mandolas und Gitarren zusammen, die manchmal noch von Kontrabässen unterstützt werden. Das Repertoire beinhaltet heute klassische Musik seit dem Mittelalter und Neue Musik. Es hat sich vom früheren Schwerpunkt, der auf arrangierter Unterhaltungsmusik lag, deutlich erweitert. Daneben existieren auch reine Mandolinenorchester.
Ein Gitarrenorchester ist ein Ensembles aus mehreren Gitarren, das als Gitarrenchor sein Klangbild durch unterschiedliche Gitarren aus der Gitarrenfamilie (Oktavgitarre, Quintbass, Terzgitarre usw.) erweitert. Als Gitarrenchor werden auch von Gitarren begleitete Gesangschöre bezeichnet.
Zithermusik wird solistisch oder in der Standardbesetzung als Quartett dargeboten. Traditionell werden auf der Konzertzither Stücke der volkstümlichen Unterhaltungsmusik gespielt. Regionale Schwerpunkte sind neben der alpenländischen Volksmusik Bayern, Nordrhein-Westfalen, Saarland, Sachsen und Thüringen. Daneben kam im 20. Jahrhundert ein Repertoire an zeitgenössischen originalen Kompositionen für Zither hinzu.
Die Zupfmusik ist im Bund Deutscher Zupfmusiker (BDZ) organisiert. Regelmäßig finden nationale und internationale Wettbewerbe für unterschiedliche Besetzungen vom Orchester bis zum solistischen Vortrag statt. Zupfmusikinstrumentalisten beteiligen sich auch an Wettbewerben wie Jugend musiziert. Unterricht zum Erlernen eines Zupfinstrumentes wird in Musikschulen, Vereinen und von freiberuflichen und privaten Lehrern angeboten.